# Kígyászdarufélék
A kígyászdarufélék (Cariamidae) a madarak (Aves) osztályába és a kígyászdaru-alakúak (Cariamiformes) rendjébe tartozó egyetlen élő család.

## Rendszertani besorolásuk és kifejlődésük
Korábban a kígyászdaruféléket a darualakúak (Gruiformes) rendjébe sorolták be, manapság viszont tudjuk, hogy saját rendjük van. Azt is tudjuk, hogy rokonságba állították az Amerikák egykori óriás, röpképtelen, ragadozó életmódú madaraival, az úgynevezett gyilokmadarakkal (Phorusrhacidae). Úgyszintén rokonságban állnak más fosszilis madárcsaládokkal is, mint például az észak-amerikai Bathornithidae-fajokkal és az európai Idiornithidae-fajokkal. Habár több fosszilis rokonuk is ismert, a kígyászdarufélék fosszíliái igen ritkák; eddig csak két fajt sikerült azonosítani. Mindkét fajt Argentínában találták meg, a miocén kori rétegekben: az egyik a Chunga incerta, amelynek ma is él egy közeli rokona, míg a másik a Noriegavis santacrucensis. Egyes kutatók 3 másik nemet is ide próbálnak behelyezni: az eocén korból származó és a németországi Messel lelőhelynél talált Salimia és Idiornis nemeket, valamint az észak-amerikai oligocénben élt Paracraxot, azonban nincs elég kövület ahhoz, hogy biztosra menjenek az e családba való helyezéssel.

## Rendszerezés
A családba az alábbi 2 élő nem és 1 fosszilis nem tartozik:
- Cariama Brisson, 1760 – 1 élő faj; típusnem
- Chunga Hartlaub, 1860 – 1 élő faj és 1 fosszilis faj
- †Noriegavis - 1 fosszilis faj; miocén; Argentína

## Életmódjuk
Bár a madarak neve arra utal, hogy főleg kígyókkal táplálkoznak, de valójában mindenevők. Tojások, rovarok, kisebb rágcsálók, gyümölcsök és lágyabb növények a táplálékai. Ha veszélyben érzi magát inkább elfut, semmint felreppenjen. Hangja kutya vinnyogására emlékeztet, „ugatásával" a felségterületét jelzi. Sajátossága a csőr tövénél növő, akár 10 centiméteres hosszúságot is elérő bóbita.

## Fordítás
- Ez a szócikk részben vagy egészben  a   Seriema című angol Wikipédia-szócikk ezen változatának fordításán alapul.  Az eredeti cikk szerkesztőit annak laptörténete sorolja fel. Ez a jelzés csupán a megfogalmazás eredetét és a szerzői jogokat jelzi, nem szolgál a cikkben szereplő információk forrásmegjelöléseként.